# سليم أبو جبل
سليم أبو جبل (1971 -) مخرج ومؤلف سوري.

## الولادة والمنشأ
ولد المخرج السوري سليم أبو جبل عام 1971، في إحدى بلدات الجولان وهي بلدة مجدل شمس. غادر مسقط رأسه ليسكن في حيفا الّتي تقع على جبل الكرمل في فلسطين؛ وهذا للبحث عن عمل وللدّراسة فيها. درس المخرج سليم أبو جبل المسرح والأدب العربي ولاحقاً تعلّم كتابة السيناريو. يعيش أبو جبل حاليًا في رام الله حيث يعمل في مجال السّينما.

## بداياته المهنيّة
عمل في فترة من حياته كصحفيّ في حيفا. عمل في العديد من الأفلام السينمائية الدولية والفلسطينية في اختصاصات متعدّدة، كما أنتج برامج تلفزيوينة، وأخرج أفلاماً وثائقية لصالح قنوات تلفزيوينة. من أفلامه مخرجاً «لغة اللوز» 2011، و«مفكرة الرحيل» 2012.وروشميا (2014).

## إنجازاته
حصل الفيلم الوثائقي «روشميا» الّذي خرج إلى النّور عام 2014، العديد من الجوائز العالمية، من أبرزها جائزة «المهر» للجنة التحكيم في مهرجان دبي السينمائي 2014، كما جائزة أفضل فيلم وثائقي في مهرجان «ميد فيلم» في العاصمة الإيطالية روما، وجائزة مهرجان قناة الجزيرة للأفلام الوثائقية العام الماضي. ويقوم أبو جبل حاليًا بجولة لعرض فيلمه في كندا والولايات المتحدة. إذ نال الجوائز منذ العرض الأول لفيلمه «روشميا»، الشريط الوثائقي الطويل (70 ق.)- ذي الإنتاج المشترك فلسطيني، إماراتي، قطري، سوري).

## بداياته في مجال الاخراج
أسس أبو جبل في عام 2009 مهرجان أفلام متنقل. وجاءت فكرة المهرجان عقب تعلّمه لدورة في كتابة السيناريو في أريحا فقد لاحظ أنّ هناك العديد من الافلام الّتي لا تصل إلى حيفا أو إلى الدّاخل الفلسطينيّ الأمر الّذي ولّد لديه فكرة المهرجان وخاصّة بعد التقائه بعدد من المخرجين الفلسطينيين. فقام بجمع خمسين فيلماً ونظمت خمسة مهرجانات في مدن عربية داخل فلسطين المحتلة. وبعد ذلك، تقرّر تخصيص يوم في الأسبوع لعرض فيلم من تلك الأفلام في مقهى "إليكا" الفلسطيني في حيفا". في رام الله، أسس أبو جبل نادي السينما، حيث حصل على قاعة للعرض من مؤسسة السكاكيني.